# Донна Велата
«Донна Велата» (итал. Ritratto di donna или La Velata — «Женщина под покрывалом») — картина выдающегося итальянского художника эпохи Высокого Возрождения Рафаэля Санти. Картина хранится в Палатинской галерее Палаццо Питти во Флоренции. Предположительно является портретом возлюбленной художника Форнарины, известной и по многим другим его произведениям.

## История создания
Моделью для картины послужила возлюбленная Рафаэля, «прекрасная булочница», дочь пекаря Форнарина (от итал. fornaio, fornarino — пекарь). Рафаэль встретил Форнарину, когда работал в Риме по заказу банкира Агостино Киджи над росписями Виллы Фарнезина, и именно её он изобразил на фреске «Триумф Галатеи». Форнарина была дочерью Франческо Сенезе, пекаря по профессии. Отца отождествляют с Франческо Лути по прозвищу Сенезе (Senese), потому что он был родом из Сиены. Жил в Риме в районе Трастевере, затем на Виа дель Говерно Веккьо (Via del Governo Vecchio) близ Пьяцца Навона, где до сих пор показывают дом с «окошком Форнарины»). Маргерита приносила на Виллу Фарнезина свежевыпеченный хлеб. Согласно легенде, банкир Киджи хотел выгнать дочь пекаря, отвлекающую художника, но Рафаэль пригрозил ему в этом случае прекратить работу.
Таким образом, период возможного создания картины находится между 1512 и 1518 годами, то есть после написания «Сикстинской мадонны» (1512—1513) и в период работы Рафаэля с учениками на Вилле Фарнезина (1511—1520).

## История картины
Картина Рафаэля находилась во Флоренции в доме купца Маттео Ботти родом из Кремоны, где её видели Джорджо Вазари, Винченцо Боргини и Бокки. В 1619 году наследники Маттео Ботти уступили свое имущество великому герцогу Козимо II Медичи в обмен на ренту и выплату долгов по контракту.
Картина Рафаэля попала в Палаццо Питти в 1622 году и её атрибутировали как произведение школы Рафаэля из Урбино, а позднее даже имя Рафаэля будет оставлено. В XVIII веке картину приписывали Юстусу Сустермансу, и только в 1839 году И. Д. Пассаван, отметив сходство таинственной модели с Сикстинской Мадонной и с одной из сивилл на фреске Рафаэля в римской церкви Санта-Мария-делла-Паче, приписал картину Рафаэлю. Он также предположил, что это может быть портрет Форнарины, возлюбленной Рафаэля. Такого же мнения были выдающиеся знатоки Джованни Морелли, Джованни Баттиста Кавальказелле, Карло Ридольфи, в то время как противоположного мнения были Антон Шпрингер и Филиппини, посчитавший, что картина изображает Лукрецию делла Ровере, племянницу папы Юлия II.
Учёные XIX века отнесли работу снова к школе Рафаэля по причине множества позднейших записей, которые не позволили с достаточной определённостью оценить стиль и манеру живописи. Однако после реставрации и расчистки красочного слоя в 1839 году стало ясно, что картина является работой выдающегося мастера, каковым в то время мог быть только Рафаэль. Год создания картины также был уточнён: 1516.

## Композиция и стиль
Картина «Донна Велата» относится к раннему римскому периоду творчества Рафаэля и в её композиции ещё заметны флорентийские реминисценции, например композиция типа «леонардовского треугольника». «Тема обрамлённого лица, подчёркивает напряжённость взгляда и красоту модели, а затем перемещает внимание посредством игры линий к мастерски написанным складкам ткани».
«Это не „официальный“ портрет…, а скорее образ, более или менее идеализированный, молодой женщины… В нём [Рафаэль] использует обстановку, происходящую от Моны Лизы Леонардо… но преодолевает схему пирамиды, расширяя изображение по ширине и размещая его в пространстве с большой лёгкостью и свободой».